# Вулкан Перетолчина
Вулка́н Перето́лчина — молодой потухший вулкан в пади Хигол (Долина вулканов) в Окинском районе Бурятии в Восточном Саяне.
Расположен в верхней части Долины вулканов в 3 км к северо-востоку от вулкана Кропоткина. Основание вулкана лежит на уровне 1970 м, высота вершины — 2050 м, диаметр кратера — 140 м, глубина — 30 м, на дне расположено небольшое озеро диаметром около 10 м. Вершина вулкана, а также внешний и внутренние склоны поросли кустарником, встречается редколесье из елей и лиственниц.
Вулкан назван в честь иркутского учёного и исследователя Сергея Павловича Перетолчина, погибшего в этих местах при загадочных обстоятельствах.